# Enid Lyons
Enid Lyons, född 1897, död 1981, var en australisk politiker. Hon var gift med Joseph Lyons, Australiens premiärminister 1932-1939. 
Hon var ledamot (United Australia Party) i Representathuset i Australiens parlament för staden Darwin 1943-1951. Hon var Vicepresident för Australiens federala verkställande råd 1949-1951. 
Enid Lyons var tillsammans med Dorothy Tangney den första kvinna som valdes in i Australiens parlament efter införandet av kvinnlig rösträtt 1902; hon till Representathuset och Dorothy Tangney till Senaten. Hon var också den första kvinnliga Vicepresidenten för Australiens federala verkställande råd och därmed (eftersom detta ämbete hade ministerstatus) Australiens första kvinnliga minister.